# 杨村彬
杨村彬（1911年—1989年），原名杨瑞麟，笔名村彬、瑞麟等，北京人，中国话剧导演、剧作家、戏剧教育家，中国民主同盟上海市委员会原副主任，第三届全国人大代表，第五、六、七届全国政协委员。代表作有电影文学剧本《火烧圆明园》、《垂帘听政》等。